# Goujonnière
Der Goujonnière ist ein kleiner Fluss in Frankreich, der im Département Loire-Atlantique in der Region Pays de la Loire verläuft. Er entspringt unter dem Namen Ruisseau de Thiemay im südlichen Gemeindegebiet von Fay-de-Bretagne, entwässert generell Richtung Nordnordost, ändert noch mehrfach seinen Namen und mündet nach rund 19 Kilometern im Gemeindegebiet von Blain als linker Nebenfluss in den Isac. Als Quellbach unterquert der Goujonnière die Automobil-Teststrecke Circuit de Loire-Atlantique.

## Orte am Fluss
(Reihenfolge in Fließrichtung)
- Le Grand Mérimont, Gemeinde Fay-de-Bretagne
- Fay-de-Bretagne
- La Ballerie, Gemeinde Blain